# Sabine Doering-Manteuffel
Sabine Doering-Manteuffel (geborene Künsting; * 3. August 1957 in Bonn) ist eine deutsche Ethnologin und seit dem 1. Oktober 2011 Präsidentin der Universität Augsburg.

## Leben und Werk
Nach dem Studium der Ethnologie und Volkskunde in Köln und Bonn, das sie 1984 an der Universität zu Köln mit der Promotion abschloss, war sie bis 1989 an der Universität Bonn als wissenschaftliche Mitarbeiterin tätig. 1987 war sie Visiting Scholar an der Memorial University of Newfoundland, St. John’s, Kanada. 1988 hatte sie ein Post-Doc-Stipendium am Maison des Sciences de l’Homme in Paris. Nach der Habilitation an der Universität Mainz 1993 erhielt sie 1995 einen Lehrstuhl in Augsburg. 1999 war sie Gastprofessorin am Center for West European Studies an der University of Pittsburgh, USA. 2003 nahm sie eine Gastprofessur (Directrice d’Études associée) am Maison des Sciences de l’Homme in Paris an. Von 2008 bis 2011 war sie Dekanin der Philologisch-Historischen Fakultät der Universität Augsburg. Am 8. Juni 2011 wurde sie zur Präsidentin der Universität Augsburg gewählt. Seit Oktober 2011 ist sie Präsidentin der Universität Augsburg. Sie wurde 2015, 2019 und 2023 für dieses Amt wiedergewählt. Seit 2013 ist sie Vorsitzende der Bayerischen Universitätenkonferenz Uni Bayern e. V. 2021 wurde sie letztmals für dieses Amt wiedergewählt. Sie ist Vorstandsmitglied des Bayerischen Landesvereins für Heimatpflege.
Ihr 2008 erschienenes Buch Das Okkulte wurde mit zahlreichen Preisen ausgezeichnet, u. a. dem „Preis zur Förderung der Übersetzung geisteswissenschaftlicher Literatur“. Darin betrachtet sie die Verbreitung des „Okkulten“, das sie mit „Unvernunft“ gleichsetzt, vom Mittelalter bis in die Gegenwart durch Medien wie den Buchdruck und das Internet. Ihrer Ansicht nach ist etwa auch Wikipedia ein „Forum für okkulte Inhalte“.
In einer Podiumsdiskussion, die 2012 von der FDP Bayern veranstaltet wurde, sprach sich Doering-Manteuffel für Studiengebühren aus.
Sabine Doering-Manteuffel ist verheiratet mit dem Historiker Anselm Doering-Manteuffel.

## Auszeichnungen
- 2022: Bayerischer Verdienstorden[7]
- 2023: Christoph Mendel von Steinfels-Medaille der Universität Bayern[8]

## Schriften
- Meine Ehre heißt Treue. Ethnologische Untersuchung eines Callasclubs in der Bundesrepublik (= Spiegelbild. Band 2). Spiegelbild, Köln 1986, DNB 891095969 (Zugl.: Köln, Univ., Diss., 1984).
- Die Eifel. Geschichte einer Landschaft. Campus, Frankfurt am Main 1995, ISBN 3-593-35356-3 (Habilitation).
- Das Okkulte. Eine Erfolgsgeschichte im Schatten der Aufklärung. Von Gutenberg bis zum World Wide Web. Siedler, München 2008, ISBN 978-3-88680-888-5.
- Okkultismus. Geheimlehren, Geisterglaube, magische Praktiken. Beck, München 2011, ISBN 978-3-406-61220-6.